# Herold Kraus
Herold Kraus (16. März 1920 in Alsheim (Pfalz) – 22. April 2013) war ein deutscher Opernsänger der Stimmlage Tenor. Er zählte mehr als zwanzig Jahre zum Ensemble des Württembergischen Staatstheaters Stuttgart und wurde dort 1976 zum Kammersänger ernannt.

## Leben, Werk
Kraus studierte Gesang am Konservatorium Mainz und an der Landesmusikschule Breslau. Nach dem Zweiten Weltkrieg debütierte er am Landestheater Darmstadt. Es folgten Engagements an das Stadttheater Saarbrücken, das Stadttheater Gießen und das Opernhaus Zürich. Im Jahre 1950 wurde er an die Städtische Oper Berlin, die heutige Deutsche Oper, verpflichtet. Im Folgejahr wirkte er 
an der Uraufführung der Oper Amphitryon des Schweizer Komponisten Robert Oboussier mit. Im Jahre 1956 wechselte er an die Deutsche Oper am Rhein in Düsseldorf. Von 1965 bis 1986 gehörte er dem Ensemble der Stuttgarter Staatsoper an und avancierte dort zum Publikumsliebling. Während er anfangs im lyrischen Stimmfach reüssierte, wechselte er später zum Buffo- und Charakterfach.
Neben seinen Festengagements kam es zu ausgedehnter Gastspieltätigkeit, unter anderem am Teatro Liceu in Barcelona, am Teatro Colón in Buenos Aires, in Amsterdam, Brüssel, Hamburg, London, Paris, Turin und bei den Internationalen Festspielen in Edinburgh. Ab 1959 gastierte er drei Sommer hintereinander bei den Bayreuther Festspielen, wo er in den Jahren 1960 bis 1961 für seine Gestaltung des Mimen im Ring des Nibelungen besonderen Zuspruch von Presse und Publikum erfuhr. Der Mime  sollte zu seiner Paraderolle werden. Allgemein gelobt wurde die „Hingabe, mit der er seinen Figuren auch in kleineren Partien ein unverwechselbares Profil verlieh“, so die Staatsoper Stuttgart in der Todesmeldung. Neben Comprimario-Rollen sang er eine Reihe zentraler Partien des Buffo-Faches, Pedrillo und Monostatos in den Mozart-Opern Die Entführung aus dem Serail und Die Zauberflöte oder den Jacquino in Beethovens Fidelio.
Zwischen März 1964 und März 1973 gastierte er mehrfach an der Wiener Staatsoper, als Pedrillo, Monostatos, Jacquino sowie als Andrès, Cochenille, Frantz und Pitichinaccio in Offenbachs Hoffmanns Erzählungen. Die vier Diener-Rollen in der Offenbach-Oper interpretierte er 1970 auch an der Bayerischen Staatsoper in München, dort dirigiert von Christoph von Dohnányi. Seine letzte Rolle in Wien war der De Laubardemont in Pendereckis Die Teufel von Loudun.
Er war Mitglied der Gottlob-Frick-Gesellschaft.

## Tondokumente
- Lohengrin, Lovro von Matačić, Bayreuth – Ein Edler
- Der Ring des Nibelungen, Hans Swarowsky, Prag – als Mime in Das Rheingold und Siegfried
- Der Ring des Nibelungen, Rudolf Kempe, Bayreuth 1960 – als Mime in Das Rheingold und Siegfried